# Gagea anisopoda
Gagea anisopoda là một loài thực vật có hoa trong họ Liliaceae. Loài này được Popov miêu tả khoa học đầu tiên năm 1935.